# Maribor
Máribor (, v Mariboru) je mesto na Štajerskem v Republiki Sloveniji. S 97.500 stalnimi prebivalci (2024; okoli 150.000 v širšem urbanem območju, ki presega meje mestne občine) je drugo največje slovensko mesto ter sedež Mestne občine Maribor. Velja za gospodarsko, finančno, upravno, izobraževalno, kulturno, zdravstveno, trgovsko in turistično središče celotne severovzhodne Slovenije. Je središče Podravske statistične regije in vzhodne kohezijske regije.

V Mariboru je sedež druge največje in obenem druge najstarejše slovenske univerze, Univerze v Mariboru (ustanovljene 1975) in ene izmed dveh rimskokatoliških nadškofij in metropolij na ozemlju Slovenije, kakor tudi Upravne enote Maribor in enega izmed štirih višjih sodišč v Sloveniji. Maribor ima drugi Univerzitetni klinični center v državi, po novem s posebnim urgentnim centrom. Ponaša se tudi z drugim največjim mednarodnim letališčem (Letališče Edvarda Rusjana) v državi.
Maribor leži na 274,7 m nadmorske višine, 15° 39' 12" zemljepisne dolžine in 46° 33' 39" zemljepisne širine. Ima nadvse ugodno lego na križišču pomembnih evropskih poti, ob reki Dravi, med Pohorjem na jugu, Kozjakom na zahodu in Slovenskimi goricami na vzhodu, med Dravsko dolino in Dravskim poljem. Najbližje vzpetine na severu mesta so Kalvarija (375 m), Mestni vrh (347 m), Piramida (386 m) ter Samotni bor (426 m), na severovzhodu Stolni vrh (383 m) in Meljski hrib (398 m), nekoliko v ozadju na severu še Samotni bor (426 m), proti zahodu mdr. Brestrniški vrh (489 m) in Lucijin breg (525 m) nad Kamnico, severneje pa Sveti Urban (597 m) na stičišču Kobanskega/Kozjaka in Slovenskih goric.
Maribor se kot lokacija gradu v znanih virih prvič omenja leta 1164, kot naselje 1209, kot mesto pa 1254. Zaradi ugodne strateške lege se je hitro razvijal, še zlasti v 19. stoletju in do 20. stoletja postal pomembno industrijsko središče z lego ob železniški progi. Po osamosvojitvi Slovenije leta 1991 je Maribor zapadel v gospodarsko krizo zaradi zapiranja tovarn.
Leta 2000 je bil Maribor Alpsko mesto leta, leta 2012 Evropska prestolnica kulture in Evropsko splavarsko mesto, leta 2013 pa Evropska prestolnica mladih.

## Ime
Območje današnjega Maribora je bilo v začetku 12. stoletja del mejne grofije frankovske države. Da bi nadzorovali vhod v Dravsko dolino pred madžarskimi vpadi so na današnji Piramidi postavili trdnjavo, grad, ki se v dokumentih prvič omenja 20. oktobra 1164 kot castrum Marchburch. Ime izvira iz pojma grad v marki, oziroma v nemščini Burg in der Mark ali Markpurg, Markburg in kasneje Marburg. Vendar pa je grad verjetno stal že pred datumom, saj se Bernard Mariborski, mejni grof Podravske krajine iz rodu Spanheimov, s predikatom Mariborski omenja že leta 1124.
Leta 1209 je Maribor v listini vojvode Leopldi VI. Babenberžana omenjen kot trg (forum) Marchpurch. V listini z dne 4. decembra 1254 se Maribor prvič omenja kot mesto (civitatem) Marpurg. Vse do začetka 19. stoletja je mesto imelo le eno, nemško ime Marburg, ki so ga Slovenci popačili v Marprok, tudi Morpoh.
Da ne bi prihajalo do zamenjav z nemškim mestom Marburg, ki leži v Hessnu ob reki Lani (Marburg an der Lahn), so v 19. stoletju začeli zapisovati ime mesta kot Marburg an der Drau (nemško za Marburg na Dravi).
Prvi zapis slovenskega imena Maribor je delo Stanka Vraza in sicer v pismu Ljudevitu Gaju 10. novembra 1836. Vraz je ime preprosto priredil iz nemškega Marburga tako, da je obdržal prvi del besede Mar, nemški burg pa spremenil v slovenski bor - in sicer po zgledu, kakor so Nemci iz Branibora izpeljali Brandenburg. Sprva je sicer uporabljal obliko Marbor, kasneje pa dosledno le Maribor. Po letu 1838 so pričeli ime Maribor uporabljati tudi Vrazovi prijatelji. Zaradi odpora predvsem med Slovenci je borba za uveljavitev imena trajala naslednjih 25 let. Šele leta 1861, ko je tedanji državni poslanec Lovro Toman, politik in pesnik, avtor prvega slovenskega necenzuriranega tiska, izdal pesem Mar i bor ter dal imenu tudi pomen, se je ime uveljavilo med Slovenci. Slovensko geslo mesta je tako postalo Mar i bor - mar mi je i(in) bor-im se za to mesto.

## Zgodovina

### Najstarejša poselitev
Najstarejši doslej znani sledovi poselitve mariborskega okoliša segajo v pozno 5. tisočletje pr. n. št., v čas, ko se je porajala bakrena doba. Ob gradnji mariborske obvoznice pri Radvanju so bile odkrite ostaline naselbine večjega obsega iz druge polovice 44. do 42. stoletja pr. n. št. Sledi naselbine iz približno istega časa so bile odkrite tudi v neposredni bližine cerkve v Spodnjih Hočah. Tudi za arheološka izkopavanja pod Meljskim hribom pri Malečniku se predpostavlja, da so iz istega časa. Keramične najdbe povezujejo vse tri naselbine z lasinjsko kulturo.
Pod Meljskim hribom pri Malečniku je časovno naslednja arheološko izpričana poselitev mariborskega okoliša, ki sodi v čas druge četrtine oz. sredine 4. tisočletja pr. n. št. Pripadala je Retz-Gajary kulturi, poimenovani tudi kot kultura keramike z brazdastim vrezom.
Do intenzivnejše poselitve mariborskega okoliša je prišlo ob koncu 3. tisočletja pr. n. št., z nastopom zgodnje bronaste dobe. V ta čas sodi vrček iz Smoletove ulice.
V pozni bronasti dobi, tj. v 13.–12. stoletju pr. n. št., v dobi kulture žarnih grobišč, ki je zajela skorajda vso evropsko celino, je prišlo do ponovne poselitve mariborskega okoliša. Iz tega obdobja je znana najdba iz Pekla pri Košakih.
Okoli leta 1000 pr. n. št. so se naselili ob Dravi med Ormožem in Rušami novi priseljenci. Ob Mladinski ulici je bilo iz tega obdobja odkrito žarno grobišče, ki izstopa zaradi bogatih grobnih pridatkih, predvsem po orožju kot so bronasti sulični osti, sekira in umetelno izdelani noži. Druga znana nekropola se je nahajala na Pobrežju.
Z nastopom nove dobe – železne dobe in z njo halštatske kulture so se pojavile višinske naselbine. Takšna je bila poštela, v ustnem izročilu znana tudi kot staro mesto. Opuščena je bila sredi ali proti koncu 6. stoletja in ponovno poseljene v poznolatenskem obdobju ob koncu 1. oz. 2. stoletja.
V času rimske antične vladavine je v ravnici ob vznožju Pohorja od Ruš preko Radvanja, Betnave, Bohove, Hoč in Slivnice zrasla vrsta zaselkov in večjih kmetij, villae rusticae.

### Prva omemba
Mesto se je razvilo ob reki Dravi, zlasti na levem bregu pod tamkajšnjim gradom. Prva omemba gradu sega v leto 1164. Grad se je imenoval Marchburg, kar v prevodu pomeni grad v marki (marka je bila obmejna grofija). Tedanji grad je stal na hribu Piramida, tik nad mestom.
Naselbina ni nastala pod samo trdnjavo; prvič zaradi pristave pod gradom in drugič zaradi močno zamočvirjenega jugozahodnega območja. Naselbina je nastala vzdolž današnje Koroške ceste z iztekom v današnji Glavni trg, na katerem sta se srečali pomembni poti iz Koroške proti Ptuju in iz Ljubljane proti Gradcu.
Prva omemba naselja Maribor je iz leta 1204. Omenjen je trg, ki stoji ob gradu. Leta 1254 je trg dobil mestne pravice. Z zmago Rudolfa Habsburškega nad Otokarjem II. leta 1278 se je začelo mesto naglo razvijati. Maribor je kljuboval obleganjem Matije Korvina leta 1480 in 1481 ter obleganjem Otomanskega cesarstva leta 1532 in 1683.
Mesto je ostalo pod oblastjo Habsburške monarhije vse do leta 1918.

### Judovska skupnost
V srednjem veku je bilo mesto center judovske skupnosti v tem območju. Prva omemba mariborskih judov sega v leto 1277, ko so zapisali, da živijo v judovskem getu. Geto je bil lociran v jugovzhodnem delu mesta in je na vrhuncu obsegal veliko število ulic in del mestnega centra, prav tako del glavnega trga. V getu je bila sinagoga, judovsko pokopališče in Talmudska šola. Skupnost je bila najpomembnejša okoli leta 1410. Po letu 1450 so se okoliščine dramatično spremenile zaradi povečane konkurence, v povezavi s takratno ekonomsko krizo je bil to hud udarec za njihovo ekonomsko moč. Z dekretom Maksimilijana I. leta 1496 so morali zapustiti mesto, podobno kakor po vsej Sloveniji. Omejitve za bivanje in delovanje judov so ostale vse do leta 1861.
V Mariborski sinagogi je deloval sloviti rabin Israel Isserlein, ki je bil glavni rabin za Koroško, Štajersko in Kranjsko. Večino življenja je preživel v Mariboru.
Mariborska sinagoga, v kateri zdaj domuje Center judovske kulturne dediščine Sinagoga Maribor, je ena najstarejših še ohranjenih sinagog v Evropi in ena od dveh (druga je v Lendavi) še ohranjenih v Sloveniji.
V mestu so še danes spomeniki in poimenovanja, ki spominjajo na judovsko skupnost, med drugim Židovska ulica in Židovski stolp.

### Zgodnje 20. stoletje
Maribor je bil do druge svetovne vojne najhitreje razvijajoče se mesto v državi. Prevladovali so industrijski obrati v Melju, kjer še danes stoji veliko pomembnih industrijskih obratov. A med drugo svetovno vojno, ko ga je zavzel okupator, so ga zavezniški bombniki bombardirali, da je postal eno najbolj uničenih mest v Jugoslaviji, saj je bilo porušenih kar 47 % vseh stavb. Večino nastale škode so uspeli popraviti šele leta 1950.

### Druga svetovna vojna
Glavni članek: Druga svetovna vojna na Slovenskem
Po napadu na Jugoslavijo 6. aprila 1941 je nemška vojska že 8. aprila zasedla Maribor. Kot večina severne Slovenije je pripadel nemški okupacijski coni. 26. aprila 1941 je Maribor obiskal Adolf Hitler, vodja Nemškega rajha. V Mariborskem gradu se je sestal z mariborskim nacističnim vodstvom, nato si je ogledal porušeni Stari most. Maribor je bil poleg Pariza edino mesto izven meja Nemškega rajha, ki ga je Hitler osebno obiskal po zasedbi. 28. aprila 1941 je na zborovanju Sturmabteilung v Mariboru guverner Štajerske Siegfried Uiberreither dejal, da mu je Hitler že pred okupacijo dal ukaz: »Napravite mi to deželo spet nemško!» (Machen Sie mir dieses Land wieder deutsch!).
Okupatorska represija je bila v Mariboru posebej huda. Nemška oblast je uvedla močno raznarodovalno politiko: ukinila je slovensko šolstvo, prepovedala javno uporabo slovenščine in ponemčila osebna imena ter imena ulic. Več kot 5000 Mariborčanov je bilo hitro izgnanih v Srbijo, na Hrvaško in v Nemčijo. Od 1942 je bilo prepovedano tudi slovensko bogoslužje. V Mariboru so nacisti množično streljali talce kot povračilni ukrep za nemške žrtve NOB. 2. oktobra 1942 so v Mariboru na dvorišču sodnih zaporov ustrelili 143 talcev, kar je bil največji pomor talcev med drugo svetovno vojno na Slovenskem. Prav tako je v Melju najkasneje maja 1941 nastalo taborišče za vojne ujetnike Stalag XVIII-D (tudi Stalag 306).
29. aprila 1941 so trije mariborski dijaki pod vodstvom Bojana Ilicha sežgali dva avtomobila nemške civilne uprave v Volkmerjevem prehodu, kar je bilo prvo dejanje odpora med drugo svetovno vojno na Slovenskem. Junija 1941 je bil ustanovljen odbor Osvobodilne fronte (OF), vendar je bilo njegovo delovanje v samem mestu zaradi represije zelo omejeno: sploh vodstvo se je zadrževalo v okoliških gozdovih (na Pohorju in na Kozjaku).
Med vojno so zavezniki (angleško-ameriško letalstvo) Maribor močno bombardirali, saj je bil pomembno industrijsko središče. Med drugim je na Teznem delovala Tovarna letalskih delov Štajerska (Luftfahrtwerke Steiermark, kasnejša Tovarna avtomobilov Maribor). Bombardiranja so se pričela 7. januarja 1944 (letalske alarme so sicer sprožali že od 9. septembra 1942). Na Maribor je bilo v 28 bombnih napadih odvrženih več kot 15.000 bomb, ki so skupaj terjale življenje 482 civilistov in jih ranile 352. Mnogo prebivalstva se je zaradi varnosti pred bombardiranji preselilo na podeželje. Zaradi bombardiranj so Nemci leta 1944 proizvodnjo preselili v podzemne dvorane.
Maribor je imel ob koncu vojne in umikanju sil osi v Avstrijo izjemen strateški pomen. 1. marca 1945 je bil v bombnem napadu popolnoma uničen glavni kolodvor, uničena sta bila tudi infekcijski in ginekološki oddelek bolnišnice. Čeprav sta bila med glavnimi cilji bombardiranj, sta glavni in železniški most prestala vojno. Zavezniki so Maribor zadnjič bombardirali še 12. aprila 1945. Okupatorska politika je bila ob samem koncu vojne nasilna, saj je imel Maribor velik strateški pomen za umikajoče se enote sil osi. Poleg tega so Nemci skušali sprazniti zapore in se znebiti čim več političnih zapornikov. Aprila je bilo v Mariboru postreljenih okoli 200 talcev, zadnji so bili pobiti 9. aprila v Spodnjem Radvanju. Nemška vojska je do konca aprila pri kmetijski šoli pod Kalvarijo izvajala posamezne usmrtitve, predvsem je šlo za dezerterje.
Odporniško gibanje (predvsem mladinske organizacije) je šele marca in aprila 1945 uspelo vzpostaviti večjo terensko prisotnost, vendar je imelo zaradi strahu med prebivalstvom vedno hude težave z novačenjem. Sredi marca so nemške oblasti aretirale več aktivistov, vendar odporniške mreže niso uspele uničiti.
Nemci so se začeli pripravljati na umik. Aprila 1945 je barvarski pionirski vod 364 nastavil eksploziv v več pomembnih javnih objektov, tudi na oba mostova čez Dravo. Vendar so Nemci z razstrelitvijo odlašali, ker niso želeli zapreti poti skupinam, ki so se čez Maribor umikale proti Šentilju. OF je navezala stik z nekaterimi nemškimi častniki in se z njimi sporazumela, da do razstrelitev ni prišlo. Stotnik Franz Rajowtz, poveljnik vojaškega oddelka komande mesta, je s svojo enoto do svojega umika varoval javno infrastrukturo. Nemški poveljnik v Mariboru Max Kinzer je obljubil, da razstrelitev ne bo, in že 7. maja dal onesposobiti bombe na obeh mostovih. Štajersko komunistično vodstvo je 8. maja Nemcem zagrozilo s povračilnimi ukrepi, če bi prišlo do razstrelitev. Pomembno vlogo pri ohranitvi objektov je odigral tudi Franjo Novak, ki je izkoristil razglas po nemškem radiu, da bodo oblast v izrednih razmerah prevzeli posebni komisarji, in se 8. maja popoldne deželnemu svetu lažno predstavil kot novi pooblaščenec za Spodnjo Štajersko. Deželni svet je nasedel zvijači in Novak je razposlal razglas, da je po navodilih iz Berlina prepovedano vsakršno uničevanje infrastrukture. Iz uprave Volkssturm je dobil tudi nekaj zanesljivih stražarjev. V noči s 7. na 8. maj so Nemci uničili svoje protiletalske topove in municijo, 8. maja popoldne pa v Betnavskem gozdu odvečna vozila in drugo vojaško opremo.
V torek, 8. maja 1945 so se Nemci začeli množično umikati iz Maribora. 8. maja dopoldne se je skozi Maribor brez ustavljanja umaknil tudi vodja ustašev Ante Pavelić, ki je potoval v konvoju.
V Mariboru so bili še vedno prisotni le terenski aktivisti OF. Ker se je Jugoslovanska armada (JA) pomikala proti Koroški in Prekmurju, v neposredni bližini Maribora ni bilo partizanskih enot, ki bi ga napadle in zasedle. Neposrednih bojev za osvoboditev Maribora tako ni bilo, kot tudi ni bilo slovesnega vkorakanja partizanske vojske, kakor drugod na Slovenskem. 8. maja zvečer so v Maribor prispeli le posamezni partizanski častniki, ki jih je JA pooblastila za prevzem oblasti in ki jim je uspelo prehiteti enote Bolgarske armade, ki so dosegle Pobrežje. Nova komanda mesta pod komandantom Štefanom Pavšičem - Jurom se je namestila v nekdanjem nemškem poveljstvu na Slomškovem trgu poleg gledališča, saj so tam že bile urejene vojaške pisarne in nameščeni telefoni.
V Mariboru je še vedno vladalo vojno stanje, saj Nemci med umikom niso prekinili ognja. Še 9. maja okoli 7.00 je bil na Teznem ustreljen meščan, ki je vihtel slovensko trobojnico. Nekoliko po 8.00 so se na Glavni trg pripeljali nemški tanki in streljali na prebivalstvo, ki se je začelo zbirati na ulicah. Življenje je izgubil aktivist OF, ki je pri Veliki kavarni izobešal slovensko trobojnico. Bolgarske enote so dosegle središče Maribora: okoli 9.00 je na Trgu revolucije padel pomočnik bolgarskega častnika.
Zadnje nemške vojaške enote so Maribor zapustile 9. maja zjutraj. Že dopoldne je zaokrožil slovenski časopis s pozdravnim besedilom, ki ga je sestavil Franjo Baš, kustos pokrajinskega muzeja. V mesto so začeli prihajati tudi posamezni pripadniki OF in komunistični funkcionarji, vendar še vedno ni bilo partizanskih vojaških enot. To je za javni red in mir predstavljalo precejšen problem, med drugim zaradi plenjenja bolgarskih enot, ki so zaradi nemških zemljevidov, ki so jih uporabljale, Maribor imele za nemško mesto. Nekatere pomembnejše objekte (mdr. Glavni trg in železniško postajo Studenci) so uspešno zavarovali oddelki Narodne zaščite, ki je prevzela policijske naloge. Prva večja partizanska enota, III. brigada korpusa narodne obrambe, je v Maribor prispela šele 9. maja pozno popoldne.
Maribor je bil od večjih jugoslovanskih mest osvobojen zadnji. Uradna proslava osvoboditve je bila šele v nedeljo, 13. maja na Trgu svobode, kjer se je zbralo več tisoč Mariborčanov. Mariborski pregnanci, interniranci v koncentracijskih taboriščih, mobiliziranci in druge žrtve vojne so se pričeli vračati. Druga svetovna vojna je v Mariboru skupno terjala več kot 2600 smrtnih žrtev.

### Socialistična Jugoslavija
Druga svetovna vojna je v Mariboru pustila katastrofalne posledice. Uničenega je bilo skoraj pol stanovanjskega fonda: predvojno raven je dosegel šele leta 1954.
20. maja 1945 so začasne mestne oblasti večino pristojnosti predale mestnemu ljudskemu odboru.
V okviru Jugoslavije je bil Maribor eno največjih gospodarskih in industrijskih središč v državi in regij in je imel na ozemlju današnje občine konec 80. ali v začetku 90. let že več kot 120.000 prebivalcev, ne bistveno manj od polovice ljubljanskega prebivalstva, odtlej pa se njegova poseljenost polagoma zmanjšuje.

### Slovenija
Po Slovenski osamosvojitvi je Maribor zadela huda brezposelnost kot posledica propada velikih podjetij, ki so izgubila jugoslovanski trg.

## Institucije
V Mariboru je vrsta institucij državnega pomena. Poleg mariborske univerze, ki ima članice v več slovenskih mestih in vključuje tudi Računalniški center in Univerzitetni športni center Leona Štuklja ter Univerzitetno knjižnico. V Mariboru imajo sedež ustanove, ki so tudi nacionalnega pomena: Institut informacijskih znanosti – IZUM, Nova KBM, Zavarovalnica Maribor, SNG Maribor, Univerzitetni klinični center Maribor, Pošta Slovenije, Nadškofija Maribor, Akvarij-terarij, Slovenski podjetniški sklad, Javna agencija Republike Slovenije za energijo, Agencija za železniški promet, okrajno, okrožno, delovno in višje sodišče in Upravna enota Maribor. Za javni transport skrbi Mestni promet Maribor.

## Grb in zastava
Grbu je osnova mestni pečatnik iz 14. stoletja, kjer so združeni srednjeveški heraldični simboli: obzidje, odprta mestna vrata in golob nad njimi.
Grb ima obliko ščita s poljem rdeče barve. Na rdečem polju je vhodni stolp z odprtimi vrati in dvignjeno mrežo, ki se dotika spodnje strani ščita. V stolpu nad vrati sta dve strelni lini. Na vsaki strani vhodnega stolpa je štirioglat stražni stolp s polkrožnim oknom, stranskim prizidkom in izstopajočim zobčastim nadzidkom. Stolpi imajo sedlaste strehe in na vsaki po dva zlata glaviča. Stolpi so med seboj povezani z nazobčanim zidom. Med stražnima stolpoma je bel golob z razprtimi krili, ki se spušča v navpičnem letu. Stolpi in obzidja so bele barve. Mreža je zlate barve.
Simbolizirani grad spominja na (Gornji) grad na Piramidi, po katerem je mesto dobilo ime. Golob je simbol Svetega Duha, ki bedi nad mestom. Zavetnik mesta je sv. Janez Krstnik.
Zastava, ki se navpično izobeša, je vzdolžno razdeljena po sredini na dve polji, v razmerju ena proti ena, od katerih je levo polje, gledano od spredaj, bele barve, desno polje pa rdeče barve. Razmerje med širino in višino zastave je ena proti dva. Na zastavi leži na spodnji polovici, pravokotno na širino zastave, grb v barvni upodobitvi. Grb je enako odmaknjen od levega in desnega roba zastave ter enako odmaknjen od spodnjega roba zastave in namišljene središčne črte zastave. Širina grba znaša 29 % širine zastave in višina grba znaša 48 % višine zastave. Grb je na rdečem barvnem polju zastave obdan s tankim belim robom v velikosti 1 % širine zastave.

## Uprava in mestni predeli
Mesto Maribor ima tradicionalno številne mestne predele in naselja na obeh bregovih Drave, teritorialno pa se Mestna občina Maribor deli na 11 mestnih četrti in 6 krajevnih skupnosti v okolici mesta, ki spadajo v mestno občino:   
| mestni predeli na levem bregu Drave - Center (Rotovž) - Lent oz. Pristan - Koroška vrata - (Kamnica) - (Kolodvor) - Melje - (Piramida) - Mestni park - (Kalvarija) - Ljudski vrt - Košaki - (Počehova) - (Ribniško selo) - (Malečnik) - (Bezovje) - (Račji dvor) - (Vinarje) - (Mariborski otok) | na desnem bregu Drave - Magdalena - Tabor (Naselje Jugomont, Mariborske metropole, S-21, Vurnikova kolonija...) - Pobrežje (in Špesovo selo) - Stražun - Greenwich - Tezno - Studenci - Poljane - Damiševo naselje - Nova Vas - Borova vas - Orešje - (Spodnje in Zgornje) Radvanje - Betnava - Rožna dolina - Dobrava - Brezje - Pekrska gorca | - Mestna četrt Koroška vrata - Mestna četrt Center - Mestna četrt Ivan Cankar - Mestna četrt Studenci - Mestna četrt Magdalena - Mestna četrt Tabor - Mestna četrt Nova vas - Mestna četrt Tezno - Mestna četrt Pobrežje - Mestna četrt Brezje-Dogoše-Zrkovci - Mestna četrt Radvanje | - Krajevna skupnost Bresternica-Gaj - Krajevna skupnost Kamnica - Krajevna skupnost Malečnik-Ruperče - Krajevna skupnost Razvanje - Krajevna skupnost Limbuš - Krajevna skupnost Pekre |

Obmestje Maribora obsega predel med naselji Selnica ob Dravi, Zgornja Kungota, Pesnica pri Mariboru, Meljski hrib, Pernica, Ruperče, Zgornja Korena, Dvorjane, Starše, Rače, Fram, Hočko Pohorje, Razvanje, Pekre, Limbuš, Vrhov dol, Bistrica ob Dravi in Ruše. Satelitska naselja Hoče, Miklavž na Dravskem polju, Rače, Spodnji Duplek in Limbuš so iz spalnih naselij prerasli v manjša zaposlitvena središča.   

### Župani
Župan mestne občine Maribor je od leta 2018 Saša Arsenovič. Prvi mariborski župan je postal leta 1798 Jožef Altmann. Po prvi svetovni vojni so bili do leta 1921 na čelu mesta vladni komisarji. Od leta 1931 je imelo mesto mestnega načelnika, zatem pa do okupacije leta 1941 predsednika mestnega sveta. Po drugi svetovni vojni je bil najprej imenovan komandant komande mesta, zatem pa do leta 1962 predsednik mestnega ljudskega odbora. Leta 1963 je bil izvoljen predsednik mestnega sveta, leta 1963 pa predsednik skupščine občine.
V samostojni Sloveniji je v Mariboru županovalo pet ljudi: Alojz Križman, Boris Sovič, Franc Kangler, Andrej Fištravec in Saša Arsenovič (v tem vrstnem redu).
V času županovanja Andreja Fištravca je Maribor imel dva podžupana: Saša Pelko in Zdravko Luketič.

## Geografija
Maribor leži na 269,5 m nadmorske višine, 15° 39' 12" zemljepisne dolžine in 46° 33' 39" zemljepisne širine. Prednost lege je predvsem dobra prometna (cestna in železniška) povezava Maribora s pomembnimi mesti v okolici, kot so Ljubljana, Zagreb in Gradec (Graz).

### Podnebje
Povprečna letna temperatura zraka je 9,0 °C. Najnižja mesečna povprečna temperatura je v januarju -2,3 °C, najvišja pa v juliju 20,7 °C. Zime so precej mrzle, pomladi zgodnje, poletja vroča, jeseni pa tople. Ugodnost klime izpričuje tudi večstoletna vinogradniška tradicija.
Povprečje letnih padavin je 1050 mm; največ jih je v maju, juniju in juliju. Jesenski meseci so razmeroma suhi. Mariborsko podnebje odlikujejo sončni dnevi; na leto jih je v povprečju kar 266. Megle v Mariboru ni veliko; ob naraščanju vlažnosti in oblačnosti se pojavlja novembra in decembra.

## Demografija
Razvoj prebivalstva na današnjem ozemlju Mestne občine Maribor
| 1991    | 1996    | 2002    | 2004    | 2006    | 2008    | 2010    | 2012    | 2014    |
| ------- | ------- | ------- | ------- | ------- | ------- | ------- | ------- | ------- |
| 119.828 | 116.147 | 110.668 | 112.558 | 111.073 | 111.340 | 112.346 | 111.550 | 112.088 |

## Znane osebnosti
V Mariboru so se rodile oziroma so tam delovale številne znane osebnosti:
- Bjanka Adžić Ursulov, kostumografka in scenografka
- Anton Aškerc, pesnik, prevajalec in urednik
- Jožef Altmann, prvi župan
- Ernest Anželj, brigadir Slovenske vojske, veteran
- Branko Avsenak, časnikar, urednik, prevajalec
- Tomaž Barada, taekwondoist
- Franjo Baš, etnolog in zgodovinar
- Sani Bečirovič, košarkar
- Emerik Beran, violončelist, glasbeni organizator, skladatelj
- Polde Bibič, igralec, publicist
- Anton Blatnik, kipar in restavrator
- Oto Blaznik, nogometaš (1. kapetan NK Maribor 1960)
- Fredi Bobič, nogometaš
- Anton Bogov, baletnik
- Berta Bojetu Boeta, igralka, književnica
- Vinko Borec, gospodarstvenik, politik
- Božidar Borko, urednik, publicist
- Elko Borko, ginekolog, porodničar, zgodovinar medicine
- Peter Boštjančič, igralec
- Vladimir Bračič, geograf, prvi rektor Univerze v Mariboru
- Josef Brandl, slikar
- France Brešar, matematik
- Matej Brešar, matematik, akademik
- Ida Brišnik Remec, slikarka
- Viljem Brumec, ginekolog, porodničar, zgodovinar medicine
- Jože Brumen, grafični oblikovalec
- Boris Brunčko, igralec
- Andrej Brvar, pesnik
- Berta Bukšek, igralka
- Toni Canjko, baletnik, plesni pedagog
- Jože Ciglenečki, metalurg, tehnolog
- Jakov Cipci, dirigent
- Edward Clug, plesalec, koreograf
- Franc Copf, kirurg, inovator
- Jože Curk, umetnostni zgodovinar, konservator, muzealec
- Alojzij Cvikl, nadškof
- Sabina Cvilak, sopranistka
- Mitja Čander, literat, dramaturg, urednik, založnik
- Aleš Čeh, nogometaš
- Mara Čepič, mezzosopranistka, profesorica jezikov, komunistka
- Bogo Čerin, fotograf
- Ivo Čerle, fotograf
- Draga Černelč, pediatrinja; Milan Černelč, hematolog
- Josip Černi, jugoslovanski admiral
- Mirko Černič, kirurg
- Jaroslav Černigoj in Milan Černigoj, arhitekta
- Bogdan Čobal, slikar, grafik, galerist
- Ivan Čobal, likovnik, galerist
- Sandi Čolnik, TV voditelj
- Franci Čop, alpinist in športnik
- Kristina Čović, igralka ukulel
- Jože Debevc, tekstilni gospodarstvenik in kulturni delavec
- Avgust Demšar, pisatelj
- Lev Detela, pisatelj, pesnik, in prevajalec
- Aleksander Dev, arhitekt
- Oskar Dev, glasbeni šolnik, organizator skladatelj, zborovodja
- Edi Dežman, baletnik in plesni pedagog
- Jaro Dolar, bibliotekar in literat
- Mladen Dolar, filozof
- Ferdinand Dominkuš, pravnik in politik
- Adolf Drolc, javnozdravstveni delavec
- Erika Druzović, operna pevka
- Janko Držečnik, kirurg
- Maksimiljan Držečnik, škof
- Bojan Emeršič, igralec
- Jože Florjančič, ekonomist in politik
- France Forstnerič, literat, novinar
- Emil Frelih, operni režiser, publicist
- Meta Gabršek Prosenc, galeristka
- Nada Gaborovič, pisateljica
- Edvard Glaser, transfuziolog, publicist
- Alenka Glazer, pesnica, literarna zgodovinarka in prevajalka
- Janko Glazer, pesnik, literarni zgodovinar, knjižničar
- Maja Godina Golija, etnologinja
- Milena Godina, igralka
- Vesna Godina, socialna in kulturna antropologinja, publicistka
- Bojan Golija, slikar in grafik
- Branko Gombač, režiser, gledališčnik
- Majda Grbac, igralka
- Viktor Grčar, prvi slovenski župan Maribora
- Lavoslav Gregorec, politik
- Vekoslav Grmič, škof, teolog, publicist
- Jožef Benedikt Gründel, zdravnik in mestni fizik
- Herta Haas, partnerica Josipa Broza - Tita
- Bruno Hartman, kulturnik, gledališčnik, knjižničar
- Ervin Hartman (st./ml.), glasbenika, dirigenta
- Polona Hercog, teniška igralka
- Lavrencij Herg, zbiralec ljudskih pesmi, stolni dekan in prošt
- Kalist Herič, frančiškan, provincialni definitor in generalni vizitator, graditelj
- Lojze Herzog, dirigent
- Franc Hlupič, fotograf, likovni pedagog
- Peter Holy, rektor jezuitskega kolegija
- Marko Hudnik, pesnik (haiku), pisatelj, dramatik
- Franc Hvalec, gospodarstvenik
- Draga Humek, pedagoginja
- Ljubo Humek, arhitekt in urbanist
- Josip Hutter, industrijalec in filantrop
- Bojan Ilich, narodni heroj
- Breda Ilich Klančnik, umetnostna zgodovinarka
- Anton Ingolič, pisatelj, akademik
- Israel Isserlin, rabin, pisec in filozof
- Jure Ivanušič, igralec, scenarist in glasbenik
- Drago Jančar, pisatelj, dramatik, esejist, akademik
- nadvojvoda Janez, habsburško-lotarinski nadvojvoda in feldmaršal
- Stanko Janežič, teolog in pesnik
- Angela Janko Jenčič, igralka
- Zora Janžekovič, kirurginja (opeklin)
- Igor Japelj, ginekolog, porodničar
- Marko Japelj, scenograf
- Mirko Japelj, gledališki fotograf
- Marjanca Jemec Božič, ilustratorka
- Zmago Jeraj, slikar, pedagog
- Marko Jesenšek, slavist, filolog, jezikoslovec, akademik
- Mima Jaušovec, teniška igralka
- Slavko Jug, pesnik
- Josip Jurčič, pripovednik, dramatik in časnikar
- Stane Jurgec, dirigent
- Alojzij Juvan, pravnik politik, organizator
- Ignac Kamenik, pisatelj, dramatik, publicist, urednik, bibliotekar, profesor in kulturni organizator
- Kurt Kancler, pediater
- Maks Kavčič, slikar, scenograf in restavrator
- Janko Kastelic, skladatelj in glasbeni direktor
- Matjaž Kek, nogometaš in trener, nekdanji selektor slovenske nogometne reprezentance
- Ottokar Kernstock, avstrijski pesnik
- Maja Keuc, pevka
- Juro Kislinger, gledališčnik, pisatelj
- Ondina Otta Klasinc, operna pevka - lirična sopranistka
- Slava Klavora, narodna herojinja
- Aleksander Knavs, nogometaš
- Željko Knez, kemik, akademik
- Vladimir Kobler, dirigent
- Edvard Kocbek, pisatelj, pesnik, esejist in politik
- Katarina Kocka, baletna plesalka
- Branko Kocmut in Ivan Kocmut, arhitekta
- Slavko Kočevar (ps. Slavko Jug), pesnik, urednik
- Gabrijel Kolbič, kipar
- Miran Kolbl, violinist
- Danilo Komavli, odvetnik, pravnik
- Ivo Kopecky, skladatelj, pianist, glasbeni pedagog
- Dragica Korade, novinarka in publicistka
- Katja Koren, alpska smučarka
- Anton Korošec, politik in teolog
- Božo Kos, ilustrator, karikaturist
- Franc Kos - Melhior, umetnostni zgodovinar, etnolog, diplomat
- Ivan Kos, slikar, grafik
- Stanislav Kos, bibliotekar
- Silvin Košak, jezikoslovec hetitolog, akademik
- Jože Košar, klasični filolog, založnik, prevajalec
- Rudolf Kotnik, slikar, pedagog
- Slavko Kotnik, košarkar
- Stanko Kotnik, slovenist, didaktik
- Dragica Kovačič, mezzosopranistka
- Fran Kovačič, teolog, filozof, zgodovinar
- Kajetan Kovič, pesnik, pisatelj, prevajalec, akademik
- Luka Krajnc, nogometaš
- Božidar Krajnčič, botanik, agronom, šolnik
- Franc Kramberger, škof in nadškof
- Marijan Kramberger, literat, urednik
- Bratko Kreft, pisatelj, dramatik in akademik
- Rene Krhin, nogometaš
- Terezija (Angelina) Križanič, redovnica, šolnica
- Alojz Križman, rektor in župan
- Mirko Križman, germanist, pesnik, prevajalec
- Lovro Kuhar, pisatelj in politični aktivist
- Vekoslav Kukovec, pravnik, politik
- Tine Lah, ekonomist
- Aleksander Lajovic, skladatelj, glasbeni pedagog in publicist
- Miloš Lapajne, arhitekt
- Josip Leskovar, politik
- Albert Likavec, baletnik
- Franjo Lipold, politik
- Rudolf Maister, vojaški poveljnik, general in pesnik
- Andrej Majcen, salezijanec, misijonar
- Igor Majcen, glasbenik, skladatelj, zborovodja
- Stanko Majcen, dramatik, pesnik, pisatelj, politik
- Avgust Majerič, ekonomist
- Svetlana Makarovič, pesnica, igralka, pravljičarka, dramatičarka
- Nataša Matjašec Rošker, igralka
- Janez Menart, pesnik in prevajalec, akademik
- Ivanka Mežan, igralka
- Janez Mežan, slikar, scenograf, grafik, risar
- Neža Ema Mikec, vezilja
- Franc Miklošič, filolog, jezikoslovec in slavist, dekan in rektor, večkratni akademik
- Janez Miklošič, glasbenik, šolnik
- Franc Minařik, farmacevt
- Jože Mlinarič (latinist), zgodovinar, latinist, akademik
- Dragiša Modrinjak, fotograf
- Sergiu Moga, baletni plesalec
- Georg Mohr, šahist
- Guiseppe Morpurgo, ustanovitelj Zavarovalnice Generali
- Milena Muhič, igralka
- Matjaž Mulej, ekonomist ...
- Damjan Murko, pevec
- Jan Muršak, drugi Slovenec, ki je zaigral v ligi NHL
- Zoran Mušič, slikar in grafik
- Marko Naberšnik, filmski režiser, scenarist
- Franc Neger, podjetnik
- Leon Novak, glasbenik, pianist
- Vlado Novak, igralec
- Stanko Ojnik, cerkveni pravnik, pravni zgodovinar
- Anton Osterc, pedagog
- Iko Otrin, baletnik, koreograf, pedagog
- Jaš Otrin, baletnik, koreograf
- Vojko Ozim, kemijski tehnolog
- Jožef Pajek, folklorist in zgodovinar
- Lajči Pandur, slikar, grafik
- Ludvik Pandur, slikar, grafik
- Tomaž Pandur, gledališki režiser
- Tone Partljič, pisatelj, dramaturg, scenarist in politik
- Borut Pečenko, arhitekt, urbanist
- Dejan Pečenko, pianist in skladatelj
- Stojan Perhavc, direktor TAM
- Žarko Petan, pisatelj, esejist, gledališki in filmski režiser
- Teodor Petrič, jezikoslovec, univ. prof. germanistike
- Marjan Pipenbaher, gradbenik
- Franci Pivec, pedagoški in kulturni delavec
- Gregor Pivec, zdravnik kirurg, publicist
- Rupert Pivec, generalni komisar avstroogrske mornarice
- Ljudevit Pivko, profesor in politik
- Svetopolk Pivko, letalski konstruktor
- Janko Pleterski, zgodovinar, akademik
- Oton Polak, slikar
- Dragan Potočnik, literarni zgodovinar
- Herman Potočnik Noordung, pionir raketne in vesoljske tehnike
- Miran Potrč, politik
- Danilo Požar, ekonomist
- Štefan Predin, farmacevt
- Zoran Predin, pevec, tekstopisec in glasbeni producent
- Vilibald Premzl, arhitekt, urbanist, naravovarstvenik
- Primož Premzl , galerist, domoznanec, publicist, založnik
- Cvetana Priol, redovnica, glasbenica, svetniška kandidatka
- Josip Priol, sadjar in šolnik
- Margareta Puhar, generalna predstojnica kongregacije
- Ladislaus von Rabcewicz, avstrijski inženir
- Branko Rajšter, zborovodja
- Amand Rak, zdravnik in muzealec
- Karel Rakuša, politik, sindikalist, gasilec
- Bogdan Reichenberg, arhitekt
- Mitja Reichenberg, filmski skladatelj in teoretik
- Matija Robič, cerkveni zgodovinar in pravnik
- Franc (Franjo) Rosina, odvetnik, politik
- Igor Rosina, odvetnik
- Branko Rudolf, pesnik, šolnik, publicist, filozof, kritik, prevajalec, galerist
- Ada Sardo Lebarič, operna pevka, dramska sopranistka
- Ena Salihović, fizičarka in kitaristka
- Karl Scherbaum, podjetnik
- Henrik Schreiner, pedagog, naravoslovec, šolnik
- Tomaž Seljak, informatik
- Dušan Senčar, odvetnik in športni organizator
- Branko Senica, novinar, urednik
- Drago Senica - Pi, arhitekt, karikaturist
- Dušan Sernec, elektrotehnik, politik
- Janko Sernec, politik, publicist
- Zorko Simčič, pisatelj in esejist, akademik
- Milan Skrbinšek, dramatik, režiser in prevajalec
- Vladimir Skrbinšek, igralec, režiser, gledališki pedagog
- Anton Martin Slomšek, škof, pisatelj, pesnik in narodni buditelj
- Jože Snoj, pisatelj, pesnik, novinar...
- Avguštin Stegenšek, umetnostni zgodovinar
- Jakob Maksimilijan Stepišnik, škof
- Robert Stolz, operni skladatelj in dirigent
- Marlenka Stupica, slikarka, ilustratorka
- Tomaž Svete, skladatelj in profesor
- Heribert Svetel, dirigent, skladatelj
- Janko Šetinc, pianist, čembalist, glasbeni pedagog, kritik in organizator
- Fran Šijanec, umetnostni zgodovinar
- Karmina Šilec, zborovodkinja
- Gustav Šilih, pedagog
- Mate Šimundić, hrvaško-slovenski jezikoslovec
- Majda Šlajmer Japelj, zdravstvena delavka
- Marko Šlajmer, arhitekt, urbanist
- Branko Šömen, pesnik, pisatelj, scenarist
- Manica Špendal, muzikologinja
- Ivo Štandeker, novinar, prevajalec
- Igor Štromajer, večmedijski medmrežni umetnik
- Igor Štuhec, skadatelj
- Ilka Štuhec, smučarka
- Ivan Janez Štuhec, teolog in organizator
- Miran Štuhec, literarni zgodovinar
- Leon Štukelj, olimpijski šampion
- Branko Šturbej, igralec
- Luka Šulić, violončelist, član 2Cellos
- Janez Švajncer, pisatelj, publicist, urednik, prevajalec
- Marija Švajncer, filozofinja, pesnica, pisateljica
- Wilhelm von Tegetthoff, avstrijski admiral
- Peter Ternovšek, igralec
- Bogo Teplý, zgodovinar, muzealec
- Karmen Teržan Kopecky, germanistka, jezikoslovka
- Nikola Tesla, elektroinženir in izumitelj
- Simon Tihec, fotograf
- Slavko Tihec, kipar
- Lovro Toman, podjetnik, politik. pesnik
- Ivan Jožef Tomažič, škof
- Josip Tominšek, jezikoslovec, šolnik, športni delavec, planinec
- Ludvik Toplak, pravnik, rektor, politik in diplomat
- Anton Tomšič, časnikar
- Arnold Tovornik, igralec
- Anton Trstenjak, teolog, psiholog, esejist
- Marin Turcu in Valentina Turcu, baletnika/plesalca
- Pavel Turner, mecen, publicist in vzgojitelj
- Marijan Turnšek, teolog in nadškof
- Danilo Türk, diplomat, pravnik, pomočnik generalnega sekretarja OZN, predsednik Slovenije
- Josip Vandot, slovenski mladinski pisatelj
- Breda Varl in Tine Varl, lutkarja
- Anastasija Vasilijević, srbska sirarka in popularna flavtistka ??
- Karel Verstovšek, filolog, politik
- Boris Vezjak, filozof in publicist
- Danilo Vezjak, ekonomist
- Janez Vidic, slikar, ilustrator
- Peter Vilfan, slovenski košarkar in politik,
- Tone Vogrinec, smučarski trener in funkcionar
- Frančiška Voh, generalna predstojnica kongregacije
- Zlata Vokač, pisateljica, rusistka
- Ivan Vomer, učitelj, šolnik
- Gorazd Vospernik, baletnik
- Miroslava Vospernik, šahistka
- Zdravko Vospernik, šahist
- Erika Vouk, pesnica, prevajalka
- Ernest Vranc, pedagog
- Stanko Vraz, pesnik in kritik
- Sergej Vrišer, umetnostni zgodovinar, muzealec
- Saša Vujačić, košarkaš lige NBA
- Vili Vuk, novinar, kulturni kritik, etnolog, muzealec
- Joso Vukman, matematik
- Franc Wiesthaler, časnikar in politik
- Hugo Wolf, skladatelj
- Kristof Willenrainer, mestni sodnik
- Gregor Zafošnik, skladatelj
- Zlatko Zahovič, nogometaš in nogometni funkcionar
- Jure Zdovc, košarkar
- Mirko Zdovc, arhitekt
- Zlatko Zei, slikar
- Slavko Zimšek, violinist
- Branko Zinauer, slikar, ilustrator, karikaturist
- Vlasta Zorko, kiparka
- Zinka Zorko, jezikoslovka dialektologinja, akademičarka
- Albert Žerjav, pedagog
- Fran Žižek, režiser

## Gospodarstvo
Maribor je bil pred osamosvojitvijo Slovenije gospodarsko zelo razvito mesto, zato je bil val stečajev ob prehodu na tržno gospodarstvo velik udarec. Nekdanja velika podjetja kot so TAM, MTT, Hidromontaža, Elektrokovina, Svila in Metalna so deloma prenehala delovati, deloma pa so se preoblikovala. Na njihovem območju so danes večinoma poslovne cone s številnimi novimi podjetji. V industrijski coni Melje med drugim delujejo MLM - Mariborska livarna Maribor, Henkel, TMI Košaki, TVT Boris Kidrič, Mlinotest. Na območju nekdanje Tovarne avtomobilov in motorjev je danes Poslovna cona TAM z več kot sto podjetji. Mreža podjetij deluje tudi na območju nekdanje Metalne, TVT Boris Kidrič in Marlesa. Gospodarske družbe se povezujejo v Štajersko gospodarsko zbornico in v Območno obrtno-podjetniško zbornico.
V Mariboru je bilo leta 2014 4,7 % delovno aktivnega prebivalstva in 6,9 % registrirano brezposelnih Slovenije. V tem letu so gospodarske družbe iz območja Maribora ustvarile 3,7 % izgub in 6,0 % čistega dobička slovenskega gospodarstva.
Največ dohodka mestu prinašajo storitvene dejavnosti in industrija. V zadnjih letih se je zelo razvila trgovina (zrasli so številni novi nakupovalni centri) in bančno-finančni sektor. V Mariboru je sedež Pošte Slovenije.
V letu 2014 so bila na lestvici časnika FinanceTop 101, Največja slovenska podjetja v letu 2014 štiri podjetja s sedežem v Mariboru:
- Pošta Slovenije d.o.o. (prihodki od prodaje 215 mio EUR, čisti dobiček 7,1 mio EUR, 5.694 zaposlenih),
- Dravske elektrarne Maribor DEM d.o.o. (prihodki od prodaje 72 mio EUR, čisti dobiček 8,5 mio EUR, 276 zaposlenih),
- Elektro Maribor d.d.(prihodki od prodaje 60,5 mio EUR, čisti dobiček 9,2 mio EUR, 826 zaposlenih),
- SwatyComet d.o.o (prihodki od prodaje 80,9 mio EUR, čisti dobiček 3,4 mio EUR, 850 zaposlenih)

Na lestvici časnika Dnevnik 100 največjih podjetij, pa je bilo šest podjetij s sedežem v Mariboru:
- Pošta Slovenije d.o.o. (celotni prihodki 218,3 mio EUR, čisti poslovni izid 7,1 mio EUR, 5.694 zaposlenih),
- Energija plus d.o.o. (celotni prihodek 102,5 mio EUR, čisti poslovni izid 1,65 mio EUR, 62 zaposlenih),
- Farmadent d.o.o. (celotni prihodek 94,1 mio EUR, čisti poslovni izid 2,6 mio EUR, 75 zaposlenih),
- Elektro Maribor d.d. (celotni prihodek 81,2 mio EUR, čisti poslovni izid 9,2 mio EUR, 826 zaposlenih),
- SwatyComet d.o.o. (celotni prihodek 80,8 mio EUR, čisti poslovni izid 3,4 mio EUR, 850 zaposlenih),
- Dravske elektrarne Maribor d.o.o. (celotni prihodek 74,5 mio EUR, čisti poslovni izid 8,5 mio EUR, 276 zaposlenih).

Nad tisoč zaposlenih imajo Pošta Slovenije (5.694), Univerzitetni klinični center Maribor (2.861), Univerza v Mariboru (1.725), ISS Facility Services (1.224) in Nova Kreditna banka Maribor (1.124).
Po podatkih AJPES ustvarijo največji čisti poslovni izid Henkel Maribor in Henkel Slovenija (45,7 mio EUR v 2013), Nova Kreditna banka Maribor (35,9 mio EUR v 2014), Elektro Maribor (9,2 mio EUR v 2014), Dravske Elektrarne Maribor (8,5 mio EUR v 2014), Pošta Slovenije (7,1 mio EUR v 2014), Arriva Štajerska (7,0 mio EUR v 2013), NK Maribor Branik (6,1 mio EUR v 2014), Palfinger Proizvodnja in Palfinger Marine (52 mio EUR v 2013) in Zavarovalnica Maribor (4,9 mio EUR v 2013).
Vedno pomembnejši je turizem. Veliko turistov obišče mariborsko Pohorje, Festival Lent, staro mestno jedro, številne vinorodne griče. Svojevrstna atrakcija je tudi najstarejša trta na Lentu. Znan je mestni park, v katerem deluje mestni Akvarij in terarij. V Mariboru je bilo leta 2014 3,8 % vseh slovenskih turističnih ležišč ter 3,5 % vseh prihodov turitov in 2,6 % vseh nočitev.

## Izobraževanje in znanost
Leta 2014 je bilo v Mariboru 4.125 otrok v vrtcih, 7.602 učencev v osnovnih šolah, 3.000 dijakov in 3.868 študentov rezidentov mesta.
Maribor je imel leta 2014 5,4 % delež v slovenskem prebivalstvu, a le 4,9 % delež otrok v vrtcih, 4,6 % delež študentov, 4,5 % delež učencev v osnovnih šolah in le 4,0 % delež dijakov.
- Univerza v Mariboru
- DOBA Fakulteta za uporabne poslovne in družbene študije Maribor (z Višjo strokovno šolo in Jezikovnim centrom)
- Alma Mater Europaea - Evropski center Maribor
- Univerzitetna knjižnica Maribor
- Institut informacijskih znanosti - IZUM
- Mariborska knjižnica
- Teološka fakulteta, enota v Mariboru (s Teološko knjižnico Maribor) je enota Teološke fakultete v Ljubljani
- Kmetijsko gozdarski zavod Maribor
- Andragoški zavod Maribor - Ljudska univerza
- Hiša arhitekture Maribor
- Konservatorij za glasbo in balet Maribor
- Mednarodni raziskovalni center druge svetovne vojne Maribor (MRC Maribor)
- ZRC SAZU - Raziskovalna postaja Maribor
- Meranovo - Univerzitetni kmetijski center (Meranovo- Pohorski dvor)
- Tehniški šolski center Maribor - z višjo šolo
- Višja strokovna šola Academia Maribor
- Srednja in Višja strokovna šola za gostinstvo in turizem Maribor
- Srednja šola za oblikovanje Maribor
- Srednja prometna šola Maribor
- Akademija za umetnost v Mariboru

## Šport
Najpomembnejši športni klub v Mariboru je petnajstkratni nogometni državni prvak Slovenije NK Maribor. Igra na stadionu Ljudski vrt in je trikratni udeleženec tekmovanja Liga Prvakov (1999/2000, 2014/2015 in 2017/2018). Zelo uspešno je tudi odbojkarsko moštvo OK Branik, ki spada med najboljše odbojkarske klube v državi, saj imajo 10 naslovov državnih prvakinj.
V mestu delujejo še rokometni klub RK Maribor Branik, košarkarski klub KK Maribor Messer, teniški klub Branik, hokejski klub HDK Maribor, smučarski klub SK Branik boksarski klub Tezno in mnogi drugi.

## Kultura
V Mariboru poteka vsako leto med poletjem Festival Lent. Je največji festival na prostem v Sloveniji in eden največjih v Evropi. Leta 2012 je bil Maribor Evropska prestolnica kulture.
Maribor je znan tudi po Borštnikovem srečanju, najpomembnejšem festivalu poklicnih gledališč v Sloveniji.

### Kulturne ustanove
Glede na geografsko velikost je Maribor kulturno dobro razvit. Večina kulturnih ustanov je v centru. Med najpomembnejše štejemo Slovensko narodno gledališče - SNG Maribor z (dramskim) gledališčem, opero in baletom, Lutkovno gledališče Maribor z Lutkovnim muzejem, Narodni dom Maribor (kjer domujejo mdr. Festival Lent, Komedija, Festival Maribor, Mariborska filharmonija, Glasbena mladina, Multimedijski center KIBLA), Mariborski grad v katerem se nahaja tudi Pokrajinski muzej Maribor, ki ponuja na enem mestu zbrano arheologijo, etnologijo in širšo kulturno zgodovino na prostoru mariborske regije in njene okolice, Umetnostna galerija Maribor, Kino Udarnik ki ponuja prireditve in razstave, Muzej narodne osvoboditve Maribor z muzejskimi zbirkami z več kot 10.000 muzealijami. Pokrajinski arhiv Maribor hrani 16 tekočih kilometrov arhivskega gradiva, ki se nanaša na Štajersko, Koroško in Prekmurje.
Ob vseh teh pa se v Mariboru nahajajo tudi Dvorec Betnava - Muzej Nadškofije Maribor, ki ponuja stalno razstavo verske, socialne in kulturne dediščine mariborske nadškofije, Nadškofijski arhiv Maribor, Sinagoga Maribor, MMC Kibla, Čebelarski center Maribor in Literarna hiša Maribor, ustanovljena 2007 kot prva literarna ustaniova v Sloveniji.
Med tiskanimi mediji izhaja v Mariboru (od 1945) vsakodnevno časnik Večer, ki je osrednji regionalni časnik severovzhodne Slovenije, vodilna mariborska in ena osrednjih slovenskih kulturnih revij pa so Dialogi (od 1965). Med radijskimi in TV postajami pa je RTV Maribor kot Regionalni center RTV Slovenija v Mariboru, ki vključuje Radio Maribor (ustanovljen 1945) s tujejezičnim programom Radio SI in regionalno Televizijo Maribor (TV Maribor, od 2002), poleg njih pa še zasebne postaje Radio Center, Radio City, Radio NET FM, Radio Pohorje.

### Maribor v literaturi
O Mariboru, mestu iz otroštva, mladosti ali šolskih dni, o njegovi usodi in značaju pripovedujejo številna literarna dela, ki so umeščena v mestno in obmestno okolje. Odlomki iz njih so zbrani v Mariborski knjigi.
| Romani - Zlata Vokač: - Marpurgi (1985) - Knjiga senc (1993) - Nada Gaborovič: Malahorna (1989) - Drago Jančar: - Petintrideset stopinj (1974) - Severni sij (1984) - In ljubezen tudi (2017) - Ob nastanku sveta (2022) - Žarko Petan: Dvojčka (1988) in scenarij za fiilm Kavarna Astoria (1989). - Jože Snoj: Gospod Pepi ali zgodnje iskanje imena (2000) - Zorko Simčič: Človek na obeh straneh stene (1957) - Tone Partljič: - Starec za plotom (1995) - Nebesa pod Pohorjem (2016) - Ljudje iz Maribora (2017) - Ne bom jih pozabil (2018) - Veter z vzhoda (2023) - Franček Rudolf: Odpiram mlin, zapiram mlin (1989) Črtice - Smiljan Rozman: Mesto (1961) Spominska proza - Stanko Majcen: Detinstvo (Dom in svet, 1922) - Anton Šantel: Moji spomini (1990) - Jaro Dolar: Maribor – mesto moje mladosti (1995) | Esejistika - Drago Jančar: Sproti (1984) - Marijan Kramberger: - Genius loci (1968) - Gosposka ulica v Mariboru (1971) - Hvalnica sivine (1987) Poezija - Janko Glazer: Pesmi (1993) - France Forstnerič: - Zelena ječa (1961) - Dolgo poletje (1968) - Pijani kurent (1971) - Ljubstava (1981) - Drava življenja (1993) - Andrej Brvar: - Skrčka čez palico (1984) - Zimska romanca (1988) - Popoldan (1996) |

## Zdravstvo
- Univerzitetni klinični center Maribor (prej Splošna bolnišnica Maribor)
- Zdravstveni dom dr. Adolfa Drolca Maribor
- Mariborske lekarne
- Poliklinika Spera
- Nacionalni laboratorij za zdravje, okolje in hrano

## Društva in nepridobitne organizacije

### Društva
V Mariboru je tradicionalno razvejana društvena dejavnost.
Julija leta 2015 je bilo v Mariboru 1.226 društev in sicer 447 športnih in rekreativnih društev, 157 društev za pomoč ljudem, 198 kulturnih in umetniških društev, 180 znanstveno raziskovalnih, izobraževalnih, strokovnih in poklicnih društev, 64 društev za varstvo okolja, gojitev in vzrejo živali in rastlin, 69 stanovskih društev, 26 društev za razvoj kraja, 20 nacionalnih in političnih društev, 32 društev za duhovno življenje in 33 ostalih društev.
Nekatera, na primer gasilska, športna ali kulturna društva, imajo več kot stoletno tradicijo. Najstarejše društvo v veljavnem centralnem registru društev Ministrstva za notranje zadeve je Klub koroških Slovencev Maribor, registriran 11. septembra 1945, sledi Filatelistično društvo Maribor (4. oktobra 1945) in Železničarsko športno društvo Maribor (26. januarja 1948).
ŠD Letalski center Maribor je najstarejši motorni slovenski aeroklub (ustanovljen 1927), ki ima sedež v Skokah.

### Nepridobitne organizacije
Leta 2014 je bilo v Mariboru 495 nepridobitnih organizacij.

## Zanimivosti

### Naravne znamenitosti
- Stara trta
- Mariborski otok
- Trije ribniki
- Kalvarija
- Piramida
- Mariborski park
- Pekrska gorca
- Studenški gozd
- Drava
- Pohorje (Mariborsko Pohorje)
- Stolni vrh
- Meljski hrib
- Stražunski gozd
- Betnavski gozd
- Slap Šumik
- Slap Skalce
- Tezenski gozd

### Kulturne znamenitosti
- Mariborski grad
- Stolna cerkev, Maribor
- Sinagoga
- Vodni stolp
- Sodni stolp
- Čeligijev stolp
- Dobrava, Maribor (pokopališče in spominski park Dobrava)
- Kužno znamenje
- Lent
- Stari radio
- Dvorec Betnava
- Vetrinjski dvor
- Forma viva v Mariboru
- Angeli-kipi
- Kapucinska cerkev
- Kapelica sv. Urbana v Košakih
- Forma viva na Taboru
- Najstarejša hiša v Brezju
- Najstarejša hiša v Mariboru
- Cerkev Marije na Brezjah
- Twicklova vila
- Hiša v Poštni ulici 6
- Kip Leona Štuklja
- Kip Toša Primožiča
- Florijanovo znamenje
- Vinagova vinska klet
- Minoritski samostan
- Vila Rustica
- Frančiškansko pokopališče na Pobrežju
- Cerkev Sv. Areha
- Cerkev Sv. Urlika, Maribor
- Spomenik NOB
- Slovensko narodno gledališče, Maribor

### Mariborski trgi
- Glavni trg
- Rotovški trg
- Slomškov trg
- Grajski trg
- Trg svobode
- Trg Generala Maistra
- Trg Leona Štuklja
- Vojašniški trg
- Vodnikov trg
- Trg revolucije
- Trg Borisa Kraigherja
- Rakušev trg

### Mariborske ulice
- Tržaška cesta
- Gosposka ulica
- Slovenska ulica
- Vetrinjska ulica
- Strossmayerjeva ulica
- Ulica kneza Koclja
- Ključavničarska ulica
- Pobreška cesta
- Dravska ulica
- Usnjarska ulica
- Žički prehod
- Pristaniška ulica
- Splavarski prehod
- Mesarski prehod
- Vojašniška ulica
- Ulica Heroja Staneta
- Lekarniška ulica
- Tkalski prehod
- Volkmerjev prehod
- Koroška cesta
- Poštna ulica
- Titova cesta
- Židovska ulica
- Kamniška ulica
- Ulica Ob jarku
- Jurčičeva ulica
- Barvarska ulica
- Gospejna ulica
- Tomšičeva ulica
- Prešernova ulica
- Aškerčeva ulica
- Cafova ulica
- Cankarjeva ulica
- Maistrova ulica
- Ribniška ulica
- Tomšičeva ulica
- Kersnikova ulica
- Mladinska ulica
- Ulica Vita Kraigherja
- Ljubljanska ulica
- Partizanska cesta
- Apostlova ulica
- Meljska cesta
- Ulica škofa Maksimilijana Držečnika

### Ostale znamenitosti
- Akvarij - Terarij
- Mariborska tržnica
- Hotel Zamorc
- Hutterjev blok
- Muzej na prostem Račji dvor
- Moška kaznilnica
- Grand - hotel Nadvojvoda Janez
- Nogometni stadion Ljudski vrt
- Kopališče Pristan
- Snežni stadion
- Bike park Pohorje
- Knjižnica Rotovž
- Vinarska šola
- Fontana EPK 2012
- Hotel Arena
- Slaščičarna Ilich
- Slaščičarna in kavarna Teta Frida
- Športno središče pod Pohorjem
- Čajnica Čajek
- Univerza v Mariboru
- Žički dvor

## Pobratena mesta
Maribor je pobraten z naslednjimi mesti:
| - Gradec, Avstrija - Greenwich, Anglija, Združeno kraljestvo - Kraljevo, Srbija - Marburg, Nemčija - Osijek, Hrvaška - Petange, Luksemburg | - Pueblo, Kolorado, ZDA - Sankt Peterburg, Rusija - Sombotel (Szombathely), Madžarska - Tours, Francija - Videm, Italija - Harkov, Ukrajina |

## Partnerska mesta
Maribor ima podpisano partnerstvo o sodelovanju z naslednjimi mesti:
| - Kumanovo, Severna Makedonija - Bar, Črna Gora - Novi Sad, Srbija - Makarska, Hrvaška | - Nanking, Kitajska - Vologda, Rusija - Kutaisi, Gruzija - Maladečna, Belorusija - Xi'an, Kitajska - Wuhan, Kitajska - ZhengZhou, Kitajska - Veliko Tarnovo, Bolgarija - Mahallat, Iran - Sari, Iran |

## Častni občani
V Mariboru so naziv častnega občana podelili še pred marčno revolucijo leta 1848. Leta 1825 ga je dobil Mathias Satzeritsch, mestni blagajnik, kot priznanje, da je uredil mestne finance.

## Mestni praznik in spominski dnevi
Praznik mestne občine Maribor je 20. oktober, dan, ko je bil Maribor prvič omenjen v listini iz leta 1164.
Spominski dnevi Mestne občine Maribor so:
- 29. april, dan, ko je bila leta 1941 izvedena prva oborožena akcija mariborskih domoljubov v Volkmerjevem prehodu
- 23. maj, dan, ko je Jugoslovanska armada 1991 leta obkolila 710. učni center Teritorialne obrambe v Pekrah - Pekrski dogodki
- 4. september, dan, ko je leta 1859 škof Anton Martin Slomšek prenesel v Maribor sedež škofije
- 23. november, dan, ko je leta 1918 general Rudolf Maister prevzel oblast v Mariboru